# Dustin Corea
Dustin Clifman Corea Garay (Los Ángeles, California, Estados Unidos, 21 de marzo de 1992) es un futbolista salvadoreño nacido en Estados Unidos que se desempeña como delantero y actualmente milita en ozuna Boys f.c

## Trayectoria
Dustin Corea asistió Milwaukie High School, donde se graduó en 2010. Fue recompensado el "Jugador del Año del Estado de Oregon 6A" premio en 2009, el primer jugador en por lo menos 22 años en ganar el premio sin hacer una aparición en playoffs estado.
También fue premiado el "Three Rivers League Jugador del Año" en el mismo año. Entre 2007 y 2009, Corea se incluyó en once ideal de la liga. En su carrera de 3 años de fútbol de la escuela secundaria, Corea anotó 46 goles con 21 asistencias en 43 partidos jugados.
En 2006, marcó 6 goles con 7 asistencias en 15 partidos. En 2007, Corea anotó 14 goles con 7 asistencias en 14 partidos para un récord de la escuela de goles en una temporada. En 2009, Corea anotó 26 goles con 7 asistencias en 14 partidos para un nuevo récord para la escuela goles en una temporada.
En 2010, Corea fue invitado a prueba con varios equipos europeos como la Juventus, ACF Fiorentina, Palermo de Italia, además del Club Brugge KV de Bélgica, sin embargo no salió nada de estos ensayos y Corea decidió probar suerte en El Salvador, país origen de su padre.
El 13 de julio de 2011, Dustin Corea firmó con C.D. Atlético Marte en El Salvador por 6 meses.
Dustin Corea solo jugó 25 minutos en un partido amistoso con el cuadro carabinero de Atlético Marte, esto ya que a los pocos días después se anuncia su incorporación a las órdenes del Blokhus FC de Dinamarca. Corea se concedió permiso para salir de Marte como una cláusula en su contrato estipulaba que si un club europeo fuera a interesarse en Corea, se le permitiría salir si así lo deseaba.
El 29 de enero de 2013, se firmó un acuerdo de préstamo de 6 meses con equipo danés Skive IK también de la segunda división de dicho país. El 13 de marzo Dustin firmó un contrato de 2 años y medio con Skive IK, comenzando al final de la operación de préstamo atándolo a Skive IK hasta el final de 2015, Sin embargo el 2 de septiembre de 2014 el contrato que vinculaba a Corea con el Skive IK fue cancelado por consentimiento mutuo.
El 4 de enero de 2015 Dustin Corea firmó un contrato por 1 año con el equipo salvadoreño CD FAS, ahí militó durante todo el Clausura 2015.

## Selección nacional
El 11 de marzo de 2013, Corea fue convocado para la selección nacional y tuvo su debut como él comenzará en y consiguió los primeros 56 minutos en un amistoso contra Ecuador el 21 de marzo.

### Partidos
Ha disputado un total de 7 partidos con la selección salvadoreña, de los cuales no ha ganado ninguno, empató tres y perdió cuatro. Fue titular en cuatro partidos mientras que entró como suplente en otros cuatro. Solo ha anotado un gol.
| Partidos | Partidos          | Partidos  | Partidos            | Partidos                          | Partidos      | Partidos | Partidos                | Partidos         | Partidos |
| N°       | Rival             | Resultado | Fecha               | Lugar                             | Competencia   | Goles    | Cambio                  | DT               | Ref.     |
| -------- | ----------------- | --------- | ------------------- | --------------------------------- | ------------- | -------- | ----------------------- | ---------------- | -------- |
| 1        | Ecuador           | 5:0 (2:0) | 21 de marzo de 2013 | Quito Ecuador                     | Amistoso      | -        | 57' por Gustavo López   | Alberto Castillo |          |
| 2        | Trinidad y Tobago | 2:2 (1:1) | 8 de julio de 2013  | Nueva Jersey Estados Unidos       | Copa Oro 2013 | -        | 62' por Andrés Flores   | Alberto Castillo |          |
| 3        | Honduras          | 1:0 (0:0) | 12 de julio de 2013 | Miami Estados Unidos              | Copa Oro 2013 | -        | 60' por Andrés Flores   | Alberto Castillo |          |
| 4        | Honduras          | 2:0 (2:0) | 31 de mayo de 2015  | Washington D. C. Estados Unidos   | Amistoso      | -        | 62' por Dany Torres     | Albert Roca      |          |
| 5        | Chile             | 1:0 (1:0) | 6 de junio de 2015  | Viña del Mar Chile                | Amistoso      | -        | 81' por Arturo Álvarez  | Albert Roca      |          |
| 6        | KNA               | 2:2 (0:1) | 12 de junio de 2015 | Basseterre San Cristóbal y Nieves | Eliminatoria  | -        | 73' por Néstor Renderos | Albert Roca      |          |
| 7        | Costa Rica        | 1:1 (0:0) | 12 de julio de 2015 | Houston Estados Unidos            | Copa Oro 2015 | -        | 71' por Pablo Punyed    | Albert Roca      |          |

### Goles con selección nacional
| Gol | Fecha               | Sede                                          | Oponente   | Marcador | Resultado | Competencia   |
| --- | ------------------- | --------------------------------------------- | ---------- | -------- | --------- | ------------- |
| 1.  | 11 de julio de 2015 | BBVA Compass Stadium, Houston, Estados Unidos | Costa Rica | 1 - 1    | 1 – 1     | Copa Oro 2015 |

## Clubes
Actualizado al último partido jugado el 25 de mayo de 2025.
| Blokhus FC Dinamarca                                       | 2.ª                 | 2011-12             | 12  | 2  | - | - | -  | - | 12  | 2  |
| Blokhus FC Dinamarca                                       | Total               | Total               | 12  | 2  | 0 | 0 | 0  | 0 | 12  | 2  |
| Jönköpings Södra IF · Suecia                               | 2.ª                 | 2012                | 4   | 2  | 1 | 0 | -  | - | 5   | 2  |
| Jönköpings Södra IF · Suecia                               | Total               | Total               | 4   | 2  | 1 | 0 | 0  | 0 | 5   | 2  |
| Skive IK Dinamarca                                         | 2.ª                 | 2012-13             | 11  | 2  | - | - | -  | - | 11  | 2  |
| Skive IK Dinamarca                                         | 3.ª                 |                     |     |    |   |   |    |   |     |    |
| Skive IK Dinamarca                                         | 2013-14             | 4                   | 3   | -  | - | - | -  | 4 | 3   |    |
| Skive IK Dinamarca                                         | Total               | Total               | 15  | 5  | 0 | 0 | 0  | 0 | 15  | 5  |
| Club Deportivo FAS · El Salvador                           | 1.ª                 | 2015                | 20  | 5  | - | - | -  | - | 20  | 5  |
| Club Deportivo FAS · El Salvador                           | Total               | Total               | 20  | 5  | 0 | 0 | 0  | 0 | 20  | 5  |
| FC Edmonton · Canadá                                       | 2.ª                 | 2015                | 15  | 1  | - | - | -  | - | 15  | 1  |
| FC Edmonton · Canadá                                       | 2.ª                 | 2016                | 26  | 0  | 2 | 1 | -  | - | 28  | 1  |
| FC Edmonton · Canadá                                       | 2.ª                 | 2017                | 22  | 6  | 2 | 0 | -  | - | 24  | 6  |
| FC Edmonton · Canadá                                       | Total               | Total               | 63  | 7  | 4 | 1 | 0  | 0 | 67  | 8  |
| Miami Football Club 2 Estados Unidos                       | 4.ª                 | 2018                | 6   | 1  | - | - | -  | - | 6   | 1  |
| Miami Football Club 2 Estados Unidos                       | Total               | Total               | 6   | 1  | 0 | 0 | 0  | 0 | 6   | 1  |
| Club Deportivo FAS · El Salvador                           | 1.ª                 | 2018-19             | 42  | 16 | - | - | 4  | 0 | 46  | 16 |
| Club Deportivo FAS · El Salvador                           | Total               | Total               | 42  | 16 | 0 | 0 | 4  | 0 | 46  | 16 |
| Deportivo Mixco · Guatemala                                | 1.ª                 | 2019-20             | 14  | 6  | - | - | -  | - | 14  | 6  |
| Deportivo Mixco · Guatemala                                | Total               | Total               | 14  | 6  | 0 | 0 | 0  | 0 | 14  | 6  |
| Club Social y Deportivo Xelajú Mario Camposeco · Guatemala | 1.ª                 | 2020                | 4   | 0  | - | - | -  | - | 4   | 0  |
| Club Social y Deportivo Xelajú Mario Camposeco · Guatemala | Total               | Total               | 4   | 0  | 0 | 0 | 0  | 0 | 4   | 0  |
| Club Deportivo FAS · El Salvador                           | 1.ª                 | 2021                | 17  | 4  | - | - | -  | - | 17  | 4  |
| Club Deportivo FAS · El Salvador                           | 1.ª                 | 2021-22             | 21  | 1  | - | - | 2  | 0 | 23  | 1  |
| Club Deportivo FAS · El Salvador                           | Total               | Total               | 38  | 5  | 0 | 0 | 2  | 0 | 40  | 5  |
| Club Deportivo Águila · El Salvador                        | 1.ª                 | 2022-23             | 38  | 18 | - | - | 2  | 0 | 40  | 18 |
| Club Deportivo Águila · El Salvador                        | Total               | Total               | 38  | 18 | 0 | 0 | 2  | 0 | 40  | 18 |
| Club Deportivo FAS · El Salvador                           | 1.ª                 | 2023                | 22  | 5  | - | - | 4  | 1 | 26  | 6  |
| Club Deportivo FAS · El Salvador                           | Total               | Total               | 22  | 5  | 0 | 0 | 4  | 1 | 26  | 6  |
| Club Deportivo Águila · El Salvador                        | 1.ª                 | 2024                | 20  | 2  | - | - | -  | - | 20  | 2  |
| Club Deportivo Águila · El Salvador                        | Total               | Total               | 20  | 2  | 0 | 0 | 0  | 0 | 20  | 2  |
| Charlotte Independence Estados Unidos                      | 3.ª                 | 2024                | 11  | 1  | 3 | 2 | -  | - | 14  | 3  |
| Charlotte Independence Estados Unidos                      | Total               | Total               | 11  | 1  | 3 | 2 | 0  | 0 | 14  | 3  |
| Real Estelí Fútbol Club · Nicaragua                        | 1.ª                 | 2025                | 17  | 2  | - | - | 2  | 0 | 19  | 2  |
| Real Estelí Fútbol Club · Nicaragua                        | Total               | Total               | 17  | 2  | 0 | 0 | 2  | 0 | 19  | 2  |
| Club Deportivo FAS · El Salvador                           | 1.ª                 | 2025-26             |     |    |   |   |    |   |     |    |
| Club Deportivo FAS · El Salvador                           | Total               | Total               | 0   | 0  | 0 | 0 | 0  | 0 | 0   | 0  |
| Total en su carrera                                        | Total en su carrera | Total en su carrera | 326 | 77 | 8 | 3 | 14 | 1 | 348 | 81 |
| (2) No incluye goles en partidos amistosos.                |                     |                     |     |    |   |   |    |   |     |    |

Reservas/Inferiores/Universidad
| Club                          | País           | Año         | Partidos | Goles |
| ----------------------------- | -------------- | ----------- | -------- | ----- |
| MHS Mustangs                  | Estados Unidos | 2007 - 2009 | 52       | 62    |
| Club Deportivo Atlético Marte | El Salvador    | 2010        |          |       |
| Total:                        | Total:         | Total:      | 52       | 62    |

### Selección nacional
| Selección                                       | Año                 | Partidos | Goles |
| ----------------------------------------------- | ------------------- | -------- | ----- |
| El Salvador Sub-20                              |                     |          |       |
| 2010                                            | 4                   | 0        |       |
| El Salvador Sub-23                              |                     |          |       |
| 2012                                            | 1                   | 0        |       |
| Total en su carrera                             | Total en su carrera | 5        | 0     |
| El Salvador                                     |                     |          |       |
| 2013                                            | 3                   | 0        |       |
| 2014                                            | 0                   | 0        |       |
| 2015                                            | 7                   | 1        |       |
| 2016                                            | 5                   | 0        |       |
| 2017                                            | 1                   | 0        |       |
| 2018                                            | 2                   | 0        |       |
| 2019                                            | 0                   | 0        |       |
| 2020                                            | 2                   | 0        |       |
| 2021                                            | 2                   | 0        |       |
| 2022                                            | 0                   | 0        |       |
| 2023                                            | 2                   | 0        |       |
| 2024                                            | 0                   | 0        |       |
| Total en su carrera                             | Total en su carrera | 24       | 1     |
| Estadísticas hasta el 11 de septiembre de 2023. |                     |          |       |